# Петропавловка (Смоленская область)
Петропа́вловка   — деревня  в  Смоленской области России,  в Глинковском районе. Население – 284 жителя (2007 год)  .  Расположена в центральной части области  к юго-западу от села Глинка, в 11 км севернее автодорогиР96 Новоалександровский(А101)- Спас-Деменск — Ельня — Починок. Входит в состав Глинковского сельского поселения.  

## История
В годы Великой Отечественной войны деревня была оккупирована гитлеровскими войсками в июле 1941 года, освобождена в ходе Ельнинско-Дорогобужской операции в 1943 году.

## Экономика
Сельхозпредприятия,  библиотека, дом культуры .